# Walther P38
De Walther P38 werd door de fabriek Carl Walther ontworpen en vanaf maart 1938 in gebruik genomen na enkele modificaties van het prototype dat in eerste instantie werd voorgesteld. Er werden veel Duitse soldaten mee uitgerust. Het werd beschouwd als een van de beste pistolen in het kaliber 9x19mm Parabellum.
Het laden kan op twee manieren geschieden:
- door de haan te spannen en daarna de slede naar achteren te trekken;
- de slede naar achter halen zonder de haan vooraf te spannen. Hier is veel kracht voor nodig.

Het wapen leek van af begin "perfect". Het was licht, betrekkelijk klein, nauwkeurig en evenwichtig. Het strippen, onderhoud en gebruik van het wapen vereisten geen speciale cursussen of handleidingen.
Het wapen werd ook gebruikt door, vanuit Duits perspectief, vijandelijke soldaten en vervolgens meegenomen naar hun thuisland als souvenir. Ondanks de populariteit en het veelvuldig gebruik werd de Luger P08 nooit helemaal vervangen door de Walther P38.